# Vernon A. Walters
Vernon Anthony Walters, född 3 januari 1917 i New York, död 10 februari 2002 i West Palm Beach, Florida, var en amerikansk general och diplomat. Han var biträdande CIA-chef 1972-1976 och USA:s FN-ambassadör 1985-1989.

## Biografi
Walters far var en invandrare från Storbritannien som sålde försäkringar. Walters tillbringade en stor del av sin barndom i Storbritannien och i Frankrike. Han gick på internatskolan Stonyhurst College i Lancashire. Walters talade flytande sex västeuropeiska språk och dessutom kinesiska och ryska.
Walters tjänstgjorde i Afrika och i Italien i andra världskriget. Han fungerade sedan som Harry S. Trumans tolk i möten med spansk- och portugisiskspråkiga allierade från Latinamerika.
Under 1960-talet arbetade Walters som USA:s militärattaché i Frankrike, Italien och Brasilien.
USA:s president Richard Nixon utnämnde Walters 1972 till biträdande CIA-chef. Walters tid som den nästhögsta CIA-chefen sammanträffade med det arabisk-israeliska kriget 1973, slutet på Vietnamkriget och  militärkuppen i Chile 1973. Efter tiden som biträdande CIA-chef undervisade Walters deltid vid School of the Americas och var verksam som författare och konsult.
Under Ronald Reagans första mandatperiod som president var Walters presidentens specialsändebud. Han efterträdde 1985 Jeane Kirkpatrick som FN-ambassadör. Han efterträddes fyra år senare av Thomas R. Pickering. Walters var sedan USA:s ambassadör i Bonn 1989-1991. Han belönades 1991 med Frihetsmedaljen. Hans grav finns på Arlingtonkyrkogården.